# آرام‌اس آنتورپ (۱۹۱۹)

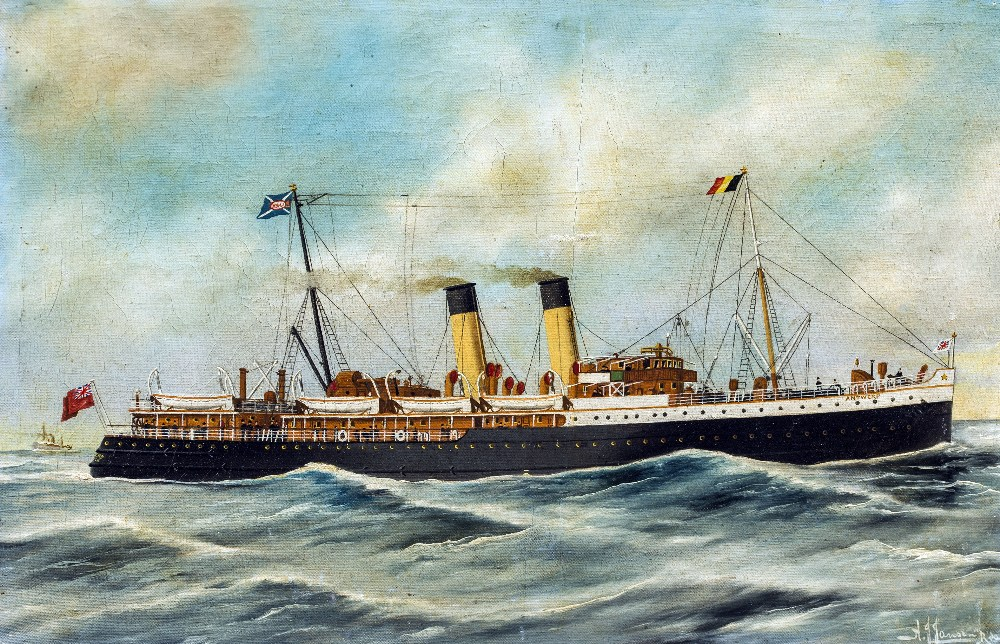
کشتی آر‌ام‌اس آنتورپ که در سال ۱۹۱۹ در روتردام هلند پروژه ساخت آن پایان یافت و به آب انداخته شد و با گنجایش حجمی ۲۹۵۷ تن مختص جابجایی نفت خام و مشتقات آن بود

آرام‌اس آنتورپ (۱۹۱۹) (به انگلیسی: RMS Antwerp (1919)) یک کشتی بود که طول آن ۳۳۰ فوت (۱۰۰ متر) بود. این کشتی در سال ۱۹۱۹ ساخته شد.